# Ley de Finagle
La Ley de Finagle sobre la Negatividad Dinámica (también conocida como Corolario de Finagle a la Ley de Murphy), suele enunciarse como:
Algo que pueda ir mal, irá mal en el peor momento posible.
Una variante (conocida como Corolario de O'Toole a la Ley de Finagle) muy utilizada en la comunidad hacker es paralela a la segunda ley de la termodinámica (conocida como entropía) y dice:
La perversidad del Universo tiende hacia el máximo.

## Origen
El término Ley de Finagle fue utilizada por primera vez por John W. Campbell, Jr., el editor de la revista Astounding Science Fiction. Lo utilizaba frecuentemente en sus editoriales durante 1940 y 1960 pero nunca tuvo la repercusión de la Ley de Murphy.
Eventualmente el término "ley de Finagle" fue popularizado por el autor de ciencia ficción Larry Niven en muchas de sus historias del Espacio conocido, como un aspecto cultural de los mineros del cinturón de asteroides, en la cual se profesa una religión (o religión parodiada), a manera de broma recurrente, del Dios muerto Finagle y su profeta Murphy. 